# Alina Litvinenko
Alina Litvinenko (in russo Алина Сергеевна Литвиненко?) (17 dicembre 1995) è una calciatrice kirghisa con cittadinanza kazaka, attaccante del BIIK Kazygurt e della nazionale kirghisa.

## Carriera

### Club
Gioca nel BIIK Kazygurt, società con sede nella città di Şımkent che partecipa al massimo campionato kazako femminile di calcio, dalla stagione 2012, dove dal 2013 si laurea campione del Kazakistan per tre campionati consecutivi. Grazie al titolo conquistato nella stagione 2011 la squadra è iscritta all'edizione 2012-2013 della UEFA Women's Champions League e Litvinenko ha l'opportunità di giocare per la prima volta in una competizione UEFA per club. In quell'occasione segna 5 delle 9 reti siglate dalla sua squadra, inserita nel gruppo 2 della prima fase del torneo, tra cui una tripletta alle estoni del Pärnu Jalgpalliklubi, ma non riuscendo a superare i sedicesimi di finale. Grazie ai risultati ottenuti dal BIIK Kazygurt in campionato partecipa alle successive edizioni 2014-2015 e 2015-2016, entrambe finite ai sedicesimi, e nella 2016-2017 dove nella prima fase di qualificazione  sigla due reti contribuendo alla conquista del primo posto nel gruppo 7 e il conseguente passaggio alla fase successiva.

### Nazionale
Dal 2009 è selezionata per vestire la maglia della nazionale kirghisa con la quale partecipa, senza riuscire a qualificarsi per le fasi finali, alle edizioni 2010 e 2014 della Coppa d'Asia.

## Palmarès
- Campionato kazako femminile: 8

BIIK Kazygurt: 2013, 2014, 2015, 2016, 2017, 2018, 2019, 2020
- Coppa del Kazakistan femminile: 9

BIIK Kazygurt: 2012, 2013, 2014, 2015, 2016, 2017, 2018, 2019, 2020
- Supercoppa del Kazakistan femminile: 1

BIIK Kazygurt: 2013